# Église Santa Maria in Cosmedin (Naples)

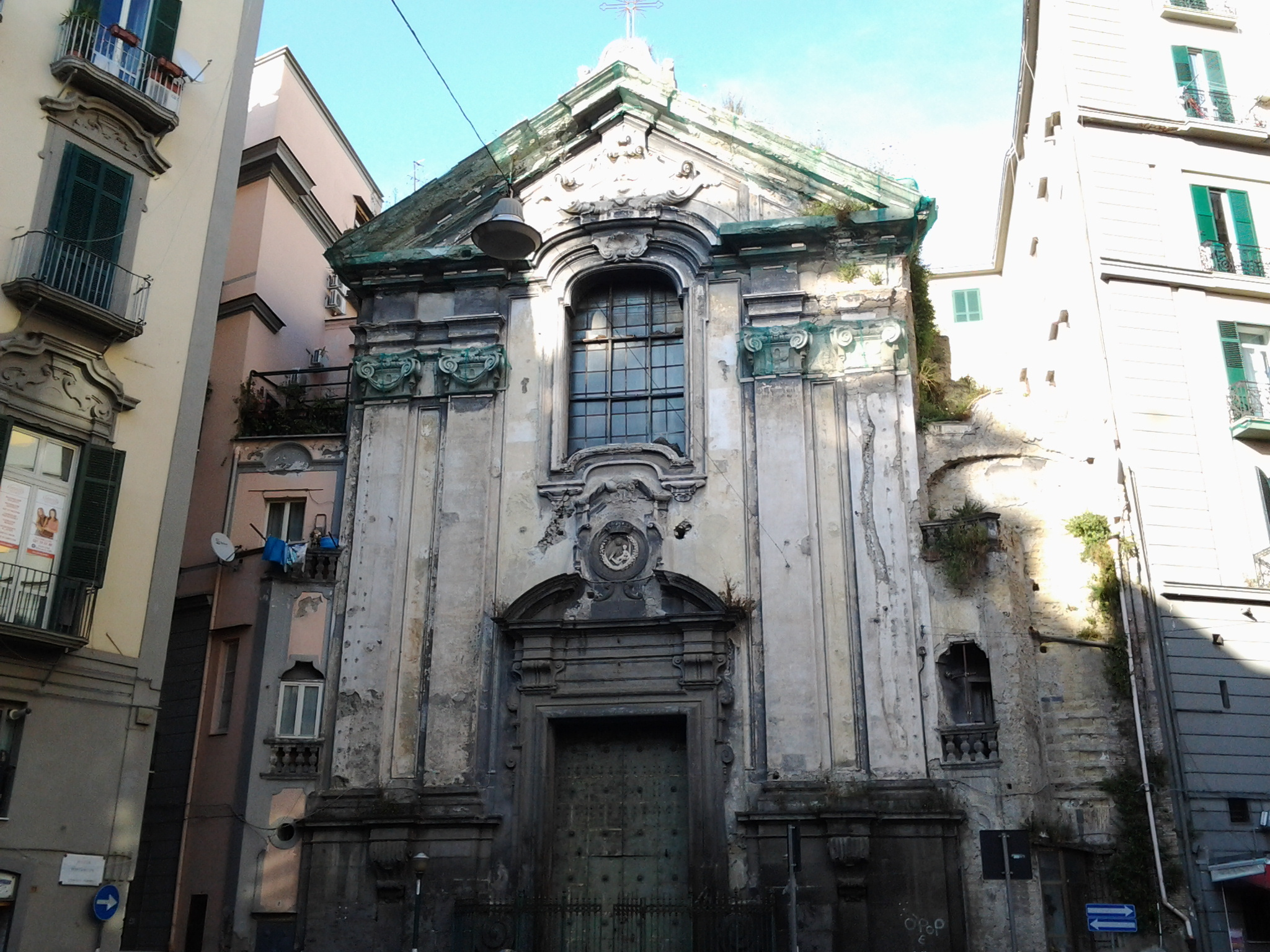
Façade fort dégradée de l'église.

L'église Santa Maria in Cosmedin est une église du centre historique de Naples située piazza Portanova, près du corso Umberto I.

## Histoire et description
Cette église est l'une des plus anciennes de Naples de par sa fondation ; si ce n'est sous Constantin (comme le dit la légende), au moins dans les premiers siècles de l'ère post-constantinienne. On y célébrait selon le rite grec.
Elle est bien documentée à partir du VIIIe et du IXe siècle. On y a transféré la dépouille de l'évêque Eustache. Comme pour l'église de Rome du même nom, son vocable est dérivé du grec kosmidion, signifiant ornement. 
Aujourd'hui il ne reste presque rien de l'église originale, à cause des multiples remaniements et restaurations au cours des siècles. Le remaniement le plus important de l'intérieur a lieu en 1631. La façade date de 1706. Au début du XXe siècle, à l'époque de grands travaux urbains, l'escalier d'honneur est démoli pendant que la chaussée est mise au niveau de l'église et que le côté gauche de l'église est démoli faisant disparaître une grande partie de la décoration baroque.
L'église est désormais dans un état de grande dégradation et l'archevêché l'a fermée au culte. En 2011, son autel et un vase sacré de l'époque romaine ont été dérobés.
L'église contenait une Crucifixion de Carlo Sellitto.

## Source de la traduction
- (it) Cet article est partiellement ou en totalité issu de l’article de Wikipédia en italien intitulé « Chiesa di Santa Maria in Cosmedin (Napoli) » (voir la liste des auteurs).